# بريدا (رواية)
 بريدا هي رواية من تأليف باولو كويلو نشرت للمرة الأولى باللغة البرتغالية عام 1990، تروي الرواية قصة رجل حكيم يعيش في صومعة بعيدة عن الحضر ومعتكف بها ثم تقتحم حياتة (بريدا) فتاة شابة سحرته بجمالها وذكائها الفطري وقد كانت تود ان تتعلم السحر منه.
صدرت طبعة عربية عام 2010 عن شركة المطبوعات للتوزيع والنشر ترجمها عزة طويل وأنطوان باسيل، ودققها لغويًا روحي طعمة. ترجمت الرواية وطبعت بـ 39 لغة.

## وصلات خارجية
- آراء القراء على موقع أبجد حول رواية بريدا